# Warren Racine
Warren Racine, né le 10 avril 1995 à Lyon en France, est un joueur français de basket-ball. Il évolue aux postes de meneur. 

## Biographie
Warren Racine est le fils du basketteur Régis Racine frère d'Anthony Racine et d'Alexis Racine.